# The New Rachel
The New Rachel is de eerste aflevering van het vierde seizoen van de Amerikaanse televisieserie Glee. In totaal is dit de 67e aflevering. Het script is geschreven door Ryan Murphy en geregisseerd door Brad Falchuk. 

## Verhaal
Rachel Berry (Lea Michele) beledigt per ongeluk haar dansdocent Cassandra July (Kate Hudson), die zo veel mogelijk druk begint te leggen op Rachel. Rachel raakt bevriend met Brody Weston (Dean Geyer) die haar helpt zich aan te passen aan het leven in het studentenhuis. Rachel confronteert Cassandra later met haar pesterige houding ten opzichte van haar. Om haar overwicht te bevestigen tegenover Rachel voert Cassandra een mash-up van Lady Gaga's "Americano" met Jennifer Lopez "Dance Again" uit.
In Lima, Ohio, herenigt de Glee club aanvoerder Will Schuester (Matthew Morrison) de teruggekeerde leden van New Directions; Artie Abrams (Kevin McHale), Tina Cohen-Chang (Jenna Ushkowitz), Brittany Pierce (Heather Morris), Sam Evans (Chord Overstreet), Blaine Anderson (Darren Criss), Sugar Motta (Vanessa Lengies), en Joe Hart (Samuel Larsen). De leden zijn populair geworden op school na het winnen van nationals. Will kondigt aan dat Wade "Unique" Adams (Alex Newell) is overgeplaatst naar de William McKinley High School en zich bij de New Directions aansluit. 
Tina, Brittany, Blaine en Wade besluiten om tegen elkaar te concurreren om te zien wie "De Nieuwe Rachel" mag zijn. Artie is gevraagd om de winnaar te kiezen en kiest uiteindelijk voor Blaine. De vorig jaar afgestudeerde Kurt Hummel (Chris Colfer) bezoekt cheerleader coach Sue Sylvester (Jane Lynch) en haar baby dochter Robin. Ook maakt hij kennis met Sue's nieuwe protegé, de nieuwe cheerleaders aanvoerder Kitty (Becca Tobin).
De overgebleven New Direction leden houden audities om nieuwe leden te vinden voor de club. Een student die zichzelf alleen voorstelt als Jake (Jacob Artist) voert het nummer "Never Say Never" van The Fray op, maar stormt boos naar buiten als hij zijn nummer niet mag afmaken. De volgende kandidaat, Marley Rose (Melissa Benoist), voert Billy Joel's "New York State of Mind", hetzelfde lied dat Rachel presteert in een NYADA les van Carmen Tibideaux (Whoopi Goldberg). Rachel maakt indruk op Brody, die haar later complimenteert en helpt haar om te gaan met de vreemdheid van New York en de druk van NYADA. Marley is verwelkomd in de New Directions, maar is teleurgesteld als ze de leden hoort spotten met de zwaarlijvige kantinemedewerker (Trisha Rae Stahl), en onthult dat zij haar moeder is. Sam en de New Directions verontschuldigen zich later voor hun gedrag. Blaine nodigt Marley om een solo te zingen bij de volgende club repetitie.
Blaine moedigt Kurt aan om naar New York te gaan en zijn dromen te volgen. Kurt doet dat al snel en laat zich door zijn vader Burt Hummel (Mike O'Malley) naar het vliegveld brengen. Na een moeilijk afscheid komt Kurt in New York aan en wordt herenigd met Rachel. Hij oppert om een klein appartement te huren in New York. Will ontdekt dat Jake eigenlijk Noah Puckermans halfbroer is. Hij nodigt Jake uit om deel te nemen met de New Directions, maar Jake weigert.

## Muziek
- "Call Me Maybe"
- "Americano" / "Dance Again"
- "Never Say Never"
- "New York State of Mind"
- "It's Time"
- "Chasing Pavements"